# АиБ Records
«АиБ Records» — российский независимый лейбл звукозаписи, основанный в 2001 году Дмитрием Судзиловским, лидером панк-рок группы «Тринадцатое Созвездие».
Лейбл «АиБ Records» является издателем свыше двух сотен музыкальных релизов рок-групп России и СНГ. Компании довелось сотрудничать с такими исполнителями рока и панк-рока, как «Тринадцатое Созвездие», «Монгол Шуудан», «Разные люди», «Элизиум», «Тайм-Аут», «НАИВ», «Тараканы!», «Приключения Электроников», «Адо», «Бахыт-Компот», «Пилот», «Слот», «Декабрь», «Пурген», «Distemper», «Spitfire», «Блондинка КсЮ», «Лампасы», «Фиги» и другими. «АиБ Records» также является издателем множества музыкальных сборников, преимущественно посвящённых панк-року.
Помимо издательской деятельности, компании «АиБ Records» принадлежит организация нескольких рок-фестивалей, включая два собственных «АиБ Фестиваля» в 2005 и 2006 годах.
1 мая 2008 года лейбл открыл собственную студию звукозаписи — «АиБ Студия». 3 ноября 2018 года студия была закрыта.

## Фестивали «АиБ Records»

### Первый «АиБ Фестиваль» (2005)
17 сентября 2005 года состоялся первый рок-фестиваль, организованный лейблом «АиБ Records». Названный «АиБ Фестивалем», он был проведён в московском байк-центре Sexton, принадлежащем байкерскому клубу «Ночные Волки)». По словам лейбла, особую поддержку в организации и проведения фестиваля оказала группа «Тринадцатое Созвездие», также являющаяся одним из его участников. Всего в программе фестиваля выступило восемь исполнителей: «Пилот», «Тараканы!», «Тринадцатое Созвездие», «НАИВ», «Блондинка КсЮ», «Разные люди», «Все стволы», «Приключения Электроников».
Проведение первого «АиБ Фестиваля» обернулось рядом проблем. В первую очередь, на него не смогла явиться группа «Монгол Шуудан», заявленная девятым участником: её лидер Валерий Скородед неожиданно попал в больницу. Даже несмотря на это, управляющие байк-центра Sexton оказались не готовы принять большое количество людей, приехавших на концерт: им пришлось ограничить количество входящих и резко прекратить продажу билетов. Присутствующая в байк-центре милиция также запретила продажу еды и напитков и сократила время проведения «Аиб Фестиваля» на час. Вдобавок ко всему, до начала концерта посетители байк-центра попали под дождь. Компания «АиБ Records», тем не менее, осталась довольна выступлением всех групп-участников и дала обещание учесть все неприятные моменты проведённого мероприятия, чтобы они не повторились на следующем её фестивале. «Что-то получилось хорошо. Что-то не очень. Но первый блин должен быть комом, а наш блин не совсем комом получился».
В дальнейшем, фрагменты первого «АиБ Фестиваля» были включены в видеоальбом-сборник «Из PUNKта А в PUNKт Б».

### Второй «АиБ Фестиваль» (2006)
Второй «АиБ Фестиваль» состоялся 13 мая 2006 года, во Дворце культуры имени Горбунова (Москва). «„Горбушка“ — это самое значимое для российского рок-н-ролла место, поэтому свой фестиваль мы решили провести там. Пусть это будет маленькая дань уважения безвременно ушедшему из жизни Александру Ларину — человеку, который сделал из заурядного ДК самую культовую рок-точку страны». Список групп, принявших участие во втором «АиБ Фестивале», был несколько больше, чем на первом — двенадцать. Среди них были группы, музыкальными релизами которых занимался лейбл «АиБ Records»: «Пилот», «Разные люди», «НАИВ», «Монгол Шуудан», «Тараканы!», «Тринадцатое Созвездие», «Элизиум», «Приключения Электроников», «ФИГИ», «Тени Свободы», «Декабрь». Также на фестивале выступила группа E.S.T., полноценных релизов которой на счету «АиБ Records» ещё не было, однако она поддерживала тесную дружбу с лейблом и засветилась на сборниках «Наивные песни» и «Мы победили!».
Второму фестивалю был посвящён видеоальбом-сборник «АиБ Фестиваль № 2».

### Другие фестивали
Кроме двух «АиБ Фестивалей», лейблом «АиБ Records» были проведены ещё несколько концертов.
- 16—18 ноября 2006 — организованный совместно с Ильёй Островским мини-тур «Высшая школа панка шагает по стране», который прошёл по городам Ярославль (16 ноября), Иваново (17 ноября) и Владимир (18 ноября). После тура лейблом «АиБ Records» был выпущен одноимённый видеоальбом[10].

- 19 ноября 2006 года — десятый, заключительный фестиваль «Панкомания», проведённый в арт-клубе «Сцена» (Москва)[11].

- 29 апреля 2010 — фестиваль «Мы победили», посвящённый 65-летию победы в Великой Отечественной войне. Был проведён в клубе «ХО» (Москва). Посетители фестиваля получили в подарок одноимённый музыкальный сборник «Мы победили!», выпущенный «АиБ Records» в 2006 году[12].

- Концерты-презентации многих релизов «АиБ Records» в Москве: «Разные люди» (911, CDK МАИ), «Тараканы!» («Властелины вселенной», клуб «Точка»; также организовывался тур по городам России), «Тринадцатое Созвездие» («А на нашей улице весна!», клуб «Б2»), «НАИВ» («Наивные песни», клуб «Точка»), «Пурген» («Трансформация идеалов», клуб «Точка») и другие.

## Список релизов лейбла

### Альбомы
Цветом выделены:
  Переиздания музыкальных релизов, ранее изданных на других лейблах;
  Переиздания музыкальных релизов, ранее уже выпущенных лейблом «АиБ Records».

#### 2001 год
| Год  | Название группы       | Название релиза                  | Формат  |
| ---- | --------------------- | -------------------------------- | ------- |
| 2001 | Тринадцатое Созвездие | «В гостях у сказки»              | кассета |
| 2001 | Тринадцатое Созвездие | «Где-то на земле»                | кассета |
| 2001 | Тринадцатое Созвездие | «Неспетая песня»                 | кассета |
| 2001 | Тринадцатое Созвездие | «Новые края»                     | кассета |
| 2001 | Тринадцатое Созвездие | «Полигон»                        | кассета |
| 2001 | Тринадцатое Созвездие | «Понемногу становлюсь я дураком» | кассета |
| 2001 | Тринадцатое Созвездие | «Пошлость»                       | кассета |
| 2001 | Тринадцатое Созвездие | «Рэп русских равнин»             | кассета |
| 2001 | Тринадцатое Созвездие | «Сон Никанора Ивановича»         | кассета |
| 2001 | Тринадцатое Созвездие | «Театр-Live»                     | кассета |
| 2001 | Тринадцатое Созвездие | «Трепыхаться не стоит»           | кассета |
| 2001 | Тринадцатое Созвездие | «Шансон»                         | кассета |

#### 2002 год
| Год  | Название группы       | Название релиза                       | Формат             |
| ---- | --------------------- | ------------------------------------- | ------------------ |
| 2002 | Адо                   | «Алфавит»                             | кассета            |
| 2002 | Адо                   | «Золотые орехи»                       | кассета            |
| 2002 | Адо                   | «Ночной суп»                          | кассета            |
| 2002 | Адо                   | «Осколки»                             | кассета            |
| 2002 | Адо                   | «Останови меня, Ночь»                 | кассета            |
| 2002 | Адо                   | «Римский папа курит Беломор»          | кассета            |
| 2002 | Бахыт-Компот          | «Stereoбандитизм»                     | кассета            |
| 2002 | Бахыт-Компот          | «Кисло»                               | кассета            |
| 2002 | Бахыт-Компот          | «Лучшие баллады в алфавитном порядке» | кассета            |
| 2002 | Бахыт-Компот          | «Охота на самку человека»             | кассета            |
| 2002 | Бахыт-Компот          | «Пьяная-помятая пионервожатая»        | кассета            |
| 2002 | Бахыт-Компот          | «Раздень меня по телефону»            | кассета            |
| 2002 | Бахыт-Компот          | «Страшнее бабы зверя нет»             | кассета            |
| 2002 | Бахыт-Компот и ЛосьОн | «Урки правят миром»                   | кассета            |
| 2002 | Монгол Шуудан         | Alive                                 | кассета, CD (2003) |
| 2002 | Монгол Шуудан         | «Абрикосы»                            | кассета, CD (2003) |
| 2002 | Монгол Шуудан         | «Бандитский альбом»                   | кассета, CD (2003) |
| 2002 | Монгол Шуудан         | «Гомерический хохот»                  | кассета            |
| 2002 | Монгол Шуудан         | «Гуляй-поле»                          | кассета, CD (2003) |
| 2002 | Монгол Шуудан         | «Истина»                              | кассета, CD (2003) |
| 2002 | Монгол Шуудан         | «Паровоз-анархия»                     | кассета, CD (2003) |
| 2002 | Монгол Шуудан         | «Собачья чушь»                        | кассета, CD (2003) |
| 2002 | Монгол Шуудан         | «Чересчур»                            | кассета, CD (2003) |
| 2002 | Монгол Шуудан         | «Черёмуха»                            | кассета            |
| 2002 | Пилот                 | «Концерт в Санкт-Петербурге ЗПТ»      | CD, кассета        |
| 2002 | Разные люди           | 1992                                  | кассета, CD (2004) |
| 2002 | Разные люди           | Comeback                              | кассета, CD (2004) |
| 2002 | Разные люди           | «Бит»                                 | кассета, CD (2004) |
| 2002 | Разные люди           | «Дезертиры любви»                     | кассета, CD (2004) |
| 2002 | Разные люди           | «Мазохизм»                            | кассета, CD (2004) |
| 2002 | Разные люди           | «Насрать!»                            | кассета, CD (2004) |
| 2002 | Разные люди           | «Не было»                             | кассета, CD (2004) |
| 2002 | Тайм-Аут              | «Ёхан Палыч Forever»                  | кассета            |
| 2002 | Тайм-Аут              | «Жертвы научной фантастики»           | кассета            |
| 2002 | Тайм-Аут              | «Квачи прилетели Live»                | кассета            |
| 2002 | Тайм-Аут              | «Медицинская техника»                 | кассета            |
| 2002 | Тайм-Аут              | «Му-Му»                               | кассета            |
| 2002 | Тайм-Аут              | «Мы вас любим»                        | кассета            |
| 2002 | Тайм-Аут              | «Погоня за подлинным рублём»          | кассета            |
| 2002 | Тайм-Аут              | «Тайм-Аут в „Секстоне“, часть 1»      | CD, кассета        |
| 2002 | Тайм-Аут              | «Тайм-Аут в „Секстоне“, часть 2»      | CD, кассета        |
| 2002 | Тринадцатое Созвездие | «Песни с разных альбомов»             | CD, кассета        |

#### 2003 год
| Год  | Название группы          | Название релиза          | Формат      |
| ---- | ------------------------ | ------------------------ | ----------- |
| 2003 | ЛосьОн                   | Отчего мне так светло?   | кассета     |
| 2003 | Монгол Шуудан            | «Жертва»                 | CD, кассета |
| 2003 | НАИВ                     | «15-летие группы „НАИВ“» | DVD, VHS    |
| 2003 | НАИВ                     | «Rock’n’Roll мёртв?»     | CD, кассета |
| 2003 | НАИВ                     | «Живой и невредимый»     | CD, кассета |
| 2003 | НАИВ                     | «Оптом и в розницу»      | CD          |
| 2003 | The Паразиты             | «Война за порно»         | CD, кассета |
| 2003 | Приключения Электроников | «Земля в иллюминаторе»   | CD, кассета |
| 2003 | Разные люди              | 911                      | CD, кассета |
| 2003 | Тараканы!                | «Улица Свободы»          | CD, кассета |
| 2003 | Червона Рутта            | «На Марс!!!»             | CD, кассета |
| 2003 | Элизиум                  | «Домой!»                 | CD, кассета |
| 2003 | Элизиум                  | «Космос»                 | CD, кассета |

#### 2004 год
| Год  | Название группы          | Название релиза           | Формат           |
| ---- | ------------------------ | ------------------------- | ---------------- |
| 2004 | Distemper                | XV                        | CD, кассета      |
| 2004 | Spitfire                 | The Coast is Clear        | CD, кассета      |
| 2004 | Spitfire                 | Night Hunting             | CD, кассета      |
| 2004 | НАИВ                     | «Рок»                     | CD, кассета      |
| 2004 | Петрович и кумпания      | Критические дни           | CD, кассета      |
| 2004 | Плат$карт                | «Наш город»               | CD, кассета      |
| 2004 | Приключения Электроников | «Детство наше прошло...?» | CD, кассета      |
| 2004 | Разные люди              | «Разные песни»            | CD, кассета      |
| 2004 | Тараканы!                | «А мы уже рубим!»         | DVD, CD, кассета |
| 2004 | Тараканы!                | «Ракеты из России»        | CD, кассета      |
| 2004 | Элизиум                  | «Все острова!»            | CD               |
| 2004 | Элизиум                  | «Рок-планета!»            | CD, кассета      |

#### 2005 год
| Год  | Название группы          | Название релиза           | Формат      |
| ---- | ------------------------ | ------------------------- | ----------- |
| 2005 | Dёргать!                 | «С ирокезом — бесплатно»  | CD          |
| 2005 | Komatozz                 | Punk!                     | CD, кассета |
| 2005 | Komatozz                 | «Расстояние — преграда»   | CD, кассета |
| 2005 | Блондинка КсЮ            | «Я — блондинка!»          | CD, кассета |
| 2005 | Все стволы               | «Под прицелом»            | CD          |
| 2005 | Лампасы                  | «Нам нужны моря и океаны» | CD, кассета |
| 2005 | Плат$карт                | «Твой путь»               | CD          |
| 2005 | Приключения Электроников | «MP3 коллекция»           | CD          |
| 2005 | Супермаркет              | «Спасибо за покупку»      | CD          |
| 2005 | The Типы                 | «Красивая»                | CD          |
| 2005 | Трест                    | «Бритва за Москву»        | CD          |
| 2005 | Тринадцатое Созвездие    | «А на нашей улице весна!» | CD, кассета |
| 2005 | Фиги                     | «На грани!»               | CD, кассета |
| 2005 | Элизиум                  | «На окраинах Вселенной»   | CD, кассета |

#### 2006 год
| Год  | Название группы                           | Название релиза                           | Формат      |
| ---- | ----------------------------------------- | ----------------------------------------- | ----------- |
| 2006 | Flangers                                  | «Там, где Солнце»                         | CD          |
| 2006 | Double Fault                              | 4 Chords                                  | CD          |
| 2006 | Spitfire и St. Petersburg Ska-Jazz Review | Spitfire & St. Petersburg Ska-Jazz Review | CD          |
| 2006 | Блондинка КсЮ                             | «Время всё разрушает»                     | CD          |
| 2006 | Гвалт                                     | Rubato                                    | CD          |
| 2006 | Декабрь                                   | 1999—2000                                 | CD          |
| 2006 | Декабрь                                   | «В молоке»                                | CD          |
| 2006 | Декабрь                                   | «Зимняя сказка»                           | CD          |
| 2006 | Декабрь                                   | «Тишины больше не будет»                  | CD          |
| 2006 | Лампасы                                   | «Лампаццирия»                             | CD          |
| 2006 | Монгол Шуудан                             | «Гуляй-поле»                              | CD          |
| 2006 | Монгол Шуудан                             | «Истина»                                  | CD          |
| 2006 | Монгол Шуудан                             | «Чересчур»                                | CD          |
| 2006 | НАИВ                                      | «Обратная сторона любви»                  | CD          |
| 2006 | Насморк                                   | «Под каблуком»                            | CD          |
| 2006 | The Паразиты                              | «Когда?»                                  | CD          |
| 2006 | Петрович и кумпания                       | «В самолёте девочка рожала»               | CD, кассета |
| 2006 | ПопКорн                                   | «Идентично натуральному»                  | CD          |
| 2006 | Приключения Электроников                  | «А ну-ка, девушки!»                       | CD          |
| 2006 | Приключения Электроников                  | «Приключения Электроников»                | DVD         |
| 2006 | Тараканы!                                 | «Властелины вселенной»                    | CD          |
| 2006 | Тринадцатое Созвездие                     | «Давай»                                   | DVD         |
| 2006 | Тринадцатое Созвездие                     | «Колобок»                                 | CD          |
| 2006 | Тени Свободы                              | «Где-то за пределом»                      | CD          |
| 2006 | Тесно                                     | «ЗеБэст»                                  | CD          |
| 2006 | ЭотLinx                                   | «Третий сорт»                             | CD          |

#### 2007 год
| Год  | Название группы       | Название релиза                                             | Формат      |
| ---- | --------------------- | ----------------------------------------------------------- | ----------- |
| 2007 | VeSёLый RoDGeR        | «Улыбчивые лица»                                            | CD          |
| 2007 | Ze Smetana            | «Не ниже 300 Гц»                                            | CD          |
| 2007 | Бензобак              | Monsters Return!                                            | CD          |
| 2007 | Блондинка КсЮ         | «Блондинка КсЮ: Официальный MP3»                            | CD          |
| 2007 | Декабрь               | «День рождения группы „Декабрь“: Концерт в клубе „Арктика“» | DVD         |
| 2007 | Коллекция дней        | «Не в моде»                                                 | CD          |
| 2007 | НАИВ                  | 7 альбомов в MP3                                            | CD          |
| 2007 | Плат$карт             | Плат$карт                                                   | CD          |
| 2007 | Пурген                | «Клипы»                                                     | DVD         |
| 2007 | Пурген                | «Трансформация идеалов»                                     | CD          |
| 2007 | Разные люди           | «Антология 1987—1997»                                       | CD          |
| 2007 | Разные люди           | «Антология 2000—2006»                                       | CD          |
| 2007 | Смех                  | «MP3»                                                       | CD          |
| 2007 | Смех                  | «Не ссать»                                                  | CD, кассета |
| 2007 | Тараканы!             | «15 лет — острые когти»                                     | CD          |
| 2007 | Тараканы!             | «15 лет — крепкие зубы»                                     | DVD         |
| 2007 | Тараканы!             | «15 лет — крепкие зубы и острые когти»                      | CD+DVD      |
| 2007 | Тринадцатое Созвездие | «Тринадцатое Созвездие: MP3 коллекция, часть 1»             | CD          |
| 2007 | Тринадцатое Созвездие | «Тринадцатое Созвездие: MP3 коллекция, часть 2»             | CD          |
| 2007 | Флип                  | «Эскизы счастья»                                            | CD          |
| 2007 | «Штайнкопф»           | Das Schicksal                                               | CD          |
| 2007 | Элизиум               | «Радуга Live»                                               | CD          |
| 2007 | Элизиум               | «Элизиум: Официальный MP3»                                  | CD          |

#### 2008 год
| Год  | Название группы       | Название релиза                       | Формат              |
| ---- | --------------------- | ------------------------------------- | ------------------- |
| 2008 | Aze                   | «Они нис не слышат»                   | CD                  |
| 2008 | Distemper             | My Underground                        | CD                  |
| 2008 | Декабрь               | «Декабрь MP3»                         | CD                  |
| 2008 | Дочь Монро и Кеннеди  | «Левая мечта»                         | CD                  |
| 2008 | НАИВ                  | Alter Ego (совместно с A-One Records) | CD (2), DVD, CD+DVD |
| 2008 | Пилот                 | 1+1=1                                 | CD                  |
| 2008 | Пурген                | «30 000 лет панк-хардкору»            | CD, CD+DVD          |
| 2008 | Слот                  | Live & Video                          | DVD                 |
| 2008 | Тихий Джа             | «Вещи с нового альбома»               | CD                  |
| 2008 | Трест                 | «Серебряная пуля»                     | CD                  |
| 2008 | Тринадцатое Созвездие | «В гостях у сказки»                   | CD                  |
| 2008 | Тринадцатое Созвездие | «Где-то на земле»                     | CD                  |
| 2008 | Тринадцатое Созвездие | «Понемногу становлюсь я дураком»      | CD                  |
| 2008 | Тринадцатое Созвездие | «Пошлость»                            | CD                  |
| 2008 | Тринадцатое Созвездие | «Сон Никанора Ивановича»              | CD                  |
| 2008 | Тринадцатое Созвездие | «Театр-Live»                          | CD                  |
| 2008 | Тринадцатое Созвездие | «Трепыхаться не стоит»                | CD                  |
| 2008 | Тринадцатое Созвездие | «Шансон»                              | CD                  |
| 2008 | Тушка                 | Абстиненция                           | CD                  |
| 2008 | Тушка                 | Тушка                                 | CD                  |
| 2008 | Элизиум               | «Радуга Live»                         | DVD+CD              |

#### 2009 год
| Год  | Название группы          | Название релиза    | Формат |
| ---- | ------------------------ | ------------------ | ------ |
| 2009 | Mizzie                   | Shadow Work        | CD     |
| 2009 | Бензобак                 | Live in Z-Rock     | DVD    |
| 2009 | Судзуки и Сочувствующие  | «Точка невозврата» | CD     |
| 2009 | Блондинка КсЮ            | «Barbie-убийцы»    | CD     |
| 2009 | Адаптация Пчёл           | «Меланоя»          | CD (2) |
| 2009 | Коллекция дней           | «Абсолютное зло»   | CD     |
| 2009 | Sozvezdие                | «Третий Рим»       | CD     |
| 2009 | Антология                | «Война»            | CD     |
| 2009 | VilonA                   | Life & Club        | CD (2) |
| 2009 | Приключения Электроников | «С Новым годом!»   | CD     |

#### 2010—2012 года
| Год  | Название группы         | Название релиза       | Формат |
| ---- | ----------------------- | --------------------- | ------ |
| 2010 | Default City            | Erase My Name, Vol.1  | CD     |
| 2010 | Бензобак                | The Best of Unplugged | CD     |
| 2010 | Каспар Пиллник          | «Любовь — это слэк»   | CD     |
| 2010 | Лампасы                 | «Марафон»             | CD     |
| 2010 | Пурген                  | «Бог рабов»           | CD     |
| 2010 | Судзуки и Сочувствующие | «Я в пути»            | CD     |
| 2011 | Default City            | Erase My Name, Vol.2  | CD     |
| 2011 | Антология               | «На грани»            | CD     |
| 2012 | Корабли                 | XTTC                  | CD     |
| 2012 | Тесно                   | «Пятнашки»            | CD     |
| 2012 | Sozvezdие               | «Реабилитация мозга»  | CD     |
| 2013 | Тесно                   | «Наоборот»            | CD     |

### Сплит-альбомы
| Год  | Название сборника      | Формат                           |             |
| ---- | ---------------------- | -------------------------------- | ----------- |
| 2002 | Червона Рутта/Фиги     | Punk United 1                    | CD, кассета |
| 2002 | Порт (812)/Zuname      | Punk United 2                    | CD, кассета |
| 2002 | Ber-Linn/Пляж          | Punk United 3                    | CD, кассета |
| 2004 | Элизиум/Ульи           | «Электричка на Марс»             | CD, кассета |
| 2004 | Lady-F/Лампасы         | «Элизиум Family: Lady-F/Лампасы» | CD, кассета |
| 2006 | Тараканы!/Distemper    | «Если парни объединятся»         | CD          |
| 2007 | Бен-Ва/Кабзон          | «Бери, и не думай»               | CD          |
| 2007 | F.P.G./Смех/Все стволы | «Панк-братство?»                 | CD          |

### Сборники
| Год  | Название сборника                       | Формат           |
| ---- | --------------------------------------- | ---------------- |
| 2003 | Тупо, но круто! Панк трёх столиц!       | CD, кассета      |
| 2004 | Punkfornia                              | CD               |
| 2004 | Высшая школа панка 1                    | CD, кассета      |
| 2004 | Высшая школа панка 2                    | CD, кассета      |
| 2004 | Осторожно: Ska 2                        | CD, кассета      |
| 2004 | Панк-рупор Vol. 1                       | CD, кассета      |
| 2004 | Панки в городе 5                        | кассета          |
| 2004 | Рок-н-ролл надувает наши паруса         | CD, кассета, VHS |
| 2005 | АиБ Фестиваль                           | DVD              |
| 2005 | Наивные песни                           | CD, кассета      |
| 2005 | Осторожно: Ska 2                        | CD, кассета      |
| 2005 | Панк-атака                              | CD               |
| 2005 | Панк-романтика Vol. 1                   | CD, кассета      |
| 2006 | АиБ Фестиваль № 2                       | DVD              |
| 2006 | Благотворительный рок-фестиваль         | DVD              |
| 2006 | Мы победили!                            | CD               |
| 2007 | АиБэст                                  | CD               |
| 2007 | Высшая школа панка шагает по стране     | DVD              |
| 2007 | Из PUNKта А в PUNKт Б 1                 | CD               |
| 2007 | Из PUNKта А в PUNKт Б 2                 | CD               |
| 2007 | Панк-братство?                          | CD               |
| 2007 | Панкомания 4                            | CD               |
| 2007 | «Панк-о-мания» и «Панки в городе» в MP3 | CD               |
| 2008 | АиБэст 2                                | CD               |
| 2008 | Из PUNKта А в PUNKт Б 3                 | CD               |